# المؤسس عثمان (مسلسل)
المؤسس عثمان (بالتركية: Kuruluş Osman)هو مسلسل تلفزيوني تركي يجمع بين التاريخ، الأكشن، المغامرة، والدراما، من إنتاج شركة بوزداغ فيلم. عرضت الحلقة الأولى في 20 نوفمبر 2019، وتولى إخراجه في البداية متين غوناي ثم أحمد يلماز لاحقًا، بينما قام بكتابته محمد بوزداغ. من بطولة الممثل بوراك اوزجيفيت، يلدز جاغري عتيقسوي. يُعد المسلسل استمرارًا لمسلسل قيامة أرطغرل الذي بُث على قناة تي أر تي 1 بين عامي 2014 و2019.

## القصة
تدور أحداث المسلسل حول الغازي عثمان الأول، مؤسس الدولة العثمانية، وتسرد رحلته في نقل الدولة من الفقر والضياع إلى القوة والصلابة. عثمان، وهو الابن الثالث والأصغر لأرطغرل، يتولى القيادة بعد وفاة والده، ويسير على خطاه لتحقيق انتصارات كبيرة تؤسس لقيام الدولة العثمانية. يسلط المسلسل الضوء على الصراعات التي خاضتها قبيلة قايي مع المغول، التتار، الصليبيين، الروم، السلاجقة، والقبائل والإمارات التركمانية المجاورة. كما يستعرض التحديات الداخلية التي واجهها عثمان في سبيل تأسيس دولته، خصوصًا خلافاته مع أبناء قبيلته وعمه دوندار.

### السلسة السابقة
يتبع مسلسل المؤسس عثمان أحداث المسلسل السابق قيامة أرطغرل، الذي يروي قصة والد عثمان، أرطغرل، وكيف تصدى للأعداء والخونة. انطلق عرض "قيامة أرطغرل" في ديسمبر 2014، واختتم موسمه الخامس بإقناع أرطغرل للقائد بركة خان ببدء حرب ضد هولاكو خان، والتي عُرفت باسم حرب بركة هولاكو، وأسفرت عن تقسيم الإمبراطورية المغولية إلى أربع خانات. في "قيامة أرطغرل: عثمان"، يتصدى عثمان لإحدى تلك الخانات المعروفة باسم الدولة الإلخانية.

## الجوائز
فاز براق أوزجوید بثماني جوائز عن دوره في المسلسل، وحصلت أوزجه تورير على جائزتين عن دورها في المسلسل. حصلت يلدز جاغري عتيقسوي على جائزة واحدة عن دورها في المسلسل.

## التحضيرات
قامت شركة "بوزداغ فيلم" بإنشاء بحيرة صناعية بمساحة 800 متر مربع وعمق 160 سم، وبناء مدينة كاملة تضم أسواقًا، منازل، قلعة، و4 قبائل بالإضافة إلى قبيلة "قايى". كما تم شراء خيول وتجنيد فريق عمل ضخم يتألف من 40 ممثلًا رئيسيًا وآلاف من الكومبارس، إلى جانب 350 فردًا من طاقم العمل. تلقى الفريق تدريبات على التخييم في الغابات، ونصبت أكثر من 100 خيمة جديدة، وزودت المواقع بمئات البسط والسجاد اليدوي المستورد من تركمانستان، إلى جانب الماشية مثل الخيول والماعز. استمرت التحضيرات لأكثر من عام.

## المواسم
| اللون | الموسم     | يوم العرض والساعة                          | بداية الموسم   | نهاية الموسم  | عدد الحلقات | القناة |
| ----- | ---------- | ------------------------------------------ | -------------- | ------------- | ----------- | ------ |
|       | الأول (1)  | الأربعاء 20:00 - (توقيت عالمي موحّد: 17:00) | 20 نوفمبر 2019 | 24 يونيو 2020 | 27          | ATV    |
|       | الثاني (2) | الأربعاء 20:00 - (توقيت عالمي موحّد: 17:00) | 7 أكتوبر 2020  | 23 يونيو 2021 | 37          | ATV    |
|       | الثالث (3) | الأربعاء 20:00 - (توقيت عالمي موحّد: 17:00) | 6 أكتوبر 2021  | 15يونيو 2022  | 34          | ATV    |
|       | الرابع (4) | الأربعاء 20:00 - (توقيت عالمي موحّد: 17:00) | 5 أكتوبر 2022  | 14 يونيو 2023 | 32          | ATV    |
|       | الخامس (5) | الأربعاء 20:00 - (توقيت عالمي موحّد: 17:00) | 4 أكتوبر 2023  | 12 يونيو 2024 | 34          | ATV    |
|       | السادس (6) | الأربعاء 20:00 - (توقيت عالمي موحّد: 17:00) | 2 أكتوبر 2024  | 4 يونيو 2025  | 30          | ATV    |

## طاقم العمل
ملحوظة: يرجى الاطلاع على قائمة الشخصيات أدناه للحصول على أوصاف تفصيلية للشخصيات الرئيسية، ومعلومات مفصلة حول الشخصيات الداعمة والشخصيات الأخرى، ومعلومات حول أرقام الحلقات. الشخصيات الرئيسية
- السيد عثمان (بوراك أوزجيفيت ): الابن الأصغر لأرطغرل غازي. سيد قبيلة كايي. زوج مالهون خاتون وبالا خاتون. أول سلطان للدولة العثمانية.
- مالهون خاتون (يلدز جاغري عتيقسوي): ابنة السيد أومور. زوجة السيد عثمان . سيدة قبيلة كايي ويني شهير.
- بالا خاتون (أوزجي تورير): ابنة الشيخ إديب علي. زوجة السيد عثمان.
- السيد أورهان (إمري باي): ابن السيد عثمان ومالهون خاتون.
- جيركوتاي ألب (شاغري سينسوي): الملازم السابق للقائد بالجاي. محارب عثمان غازي.
- بوران ألب (يغيت أوشان): محارب عثمان غازي.

## البث الدولي
| الدولة           | الشبكة /القناة       | العرض الأول للمسلسل        |
| ---------------- | -------------------- | -------------------------- |
| أفغانستان        | قناة طلوع            | 24 أبريل 2020              |
| ألبانيا          | TV Klan              | 10 مارس 2020               |
| باكستان          | play.qayadat.org     | 6 مارس 2020                |
| الصومال          | MCTV                 | 21 ديسمبر 2019             |
| تركيا            | ATV                  | 20 نوفمبر 2019             |
| المملكة المتحدة  | osmanonline.co.uk    | 21 ديسمبر 2019             |
| الولايات المتحدة | historicalfuntv.com  | 21 ديسمبر 2019             |
| الجزائر          | قناة الفجر           | 21 نوفمبر 2019،            |
| الأردن           | قناة اليرموك         | 21 نوفمبر 2019، توقف العرض |
| ليبيا            | ليبيا الأحرار        | 13 أبريل 2021              |
| آزاد كشمير       | kurulusyoutube.co.uk | 20 يونيو 2020              |
| تونس             | قناة نسمة            | 30 مارس 2021، توقف العرض   |
| مصر              | قناة مصر ام الدنيا   | 23 نوفمبر 2021             |

## وصلات خارجية
- المؤسس عثمان على موقع IMDb (الإنجليزية)
- المؤسس عثمان على موقع فيلمافينيتي (الإسبانية)
- المؤسس عثمان على موقع كينوبويسك (الروسية)
- المؤسس عثمان على موقع قاعدة بيانات الفيلم (الإنجليزية)